# Seringueiras
Seringueiras este un oraș în Rondônia (RO), Brazilia.